# Hornstraße
Die Hornstraße ist eine in West-Ost-Richtung verlaufende Straße im Berliner Ortsteil Kreuzberg des Bezirks Friedrichshain-Kreuzberg.

## Planungsgeschichte
Der Verlauf der Hornstraße wurde 1855 durch Peter Joseph Lenné und 1862 im Hobrecht-Plan festgelegt. Dieser Bebauungsplan für die Umgebung von Berlin sah den Bau der Hornstraße als Teil des Generalszugs vor, einer Abfolge von breiten Straßen und Plätzen in Kreuzberg und Schöneberg. Bis 1873 wurde die Trasse auch noch als Straße A, Abt. III des Bebauungsplans bezeichnet. Als Name war seit 1864 Yorkstraße vorgesehen gewesen. Am 24. August 1873 wurde die Straße stattdessen nach Heinrich Wilhelm von Horn benannt, einem engen Vertrauten General Yorcks.
Im Gebiet der Hornstraße ließen sich Lennés und Hobrechts Planungen nicht verwirklichen: Grund hierfür war das Bahngelände im Vorfeld des Anhalter und Potsdamer Bahnhofs. Im Bereich des ursprünglich geplanten Verlaufs des Generalszuges entstanden umfangreiche Gleisanlagen, insbesondere der Anhalter Güterbahnhof. Die Querung des Bahngeländes erwies sich etwa 400 Meter südlich im Bereich der heutigen Yorckbrücken als einfacher, da dort eine weitaus geringere Zahl von Brücken erforderlich war. Die Yorckstraße wurde nach Südwesten verschwenkt, die Hornstraße entfiel als Teil des Generalszugs.
Im Zuge der Germania-Planungen der Nationalsozialisten in den 1930er und 1940er Jahren sollten die Anlagen des Potsdamer und Anhalter Güterbahnhofs aufgegeben werden, um Platz für die neue Nord-Süd-Achse zu schaffen. Damit verbunden war die Fortführung der Hornstraße entlang des historischen Verlaufs bis zur Bülowstraße.
Unterhalb der Kreuzung war ein Bahnhofskomplex für S- und U-Bahn vorgesehen. Die S-Bahnstrecken der Wannseebahn sowie die der Anhalter und Dresdner Bahn aus dem Süden sowie der Nord-Süd-Tunnel und eine neu zu bauende Strecke vom Görlitzer Bahnhof aus Norden kommend sollten im zehngleisigen Bahnhof Hornstraße zusammenlaufen. Der U-Bahnhof wurde vorgesehen, da die gesamte Bahnanlage um das Gleisdreieck neuzugestalten gewesen wäre. Die Planungen wurden allerdings nie umgesetzt.

## Gegenwart

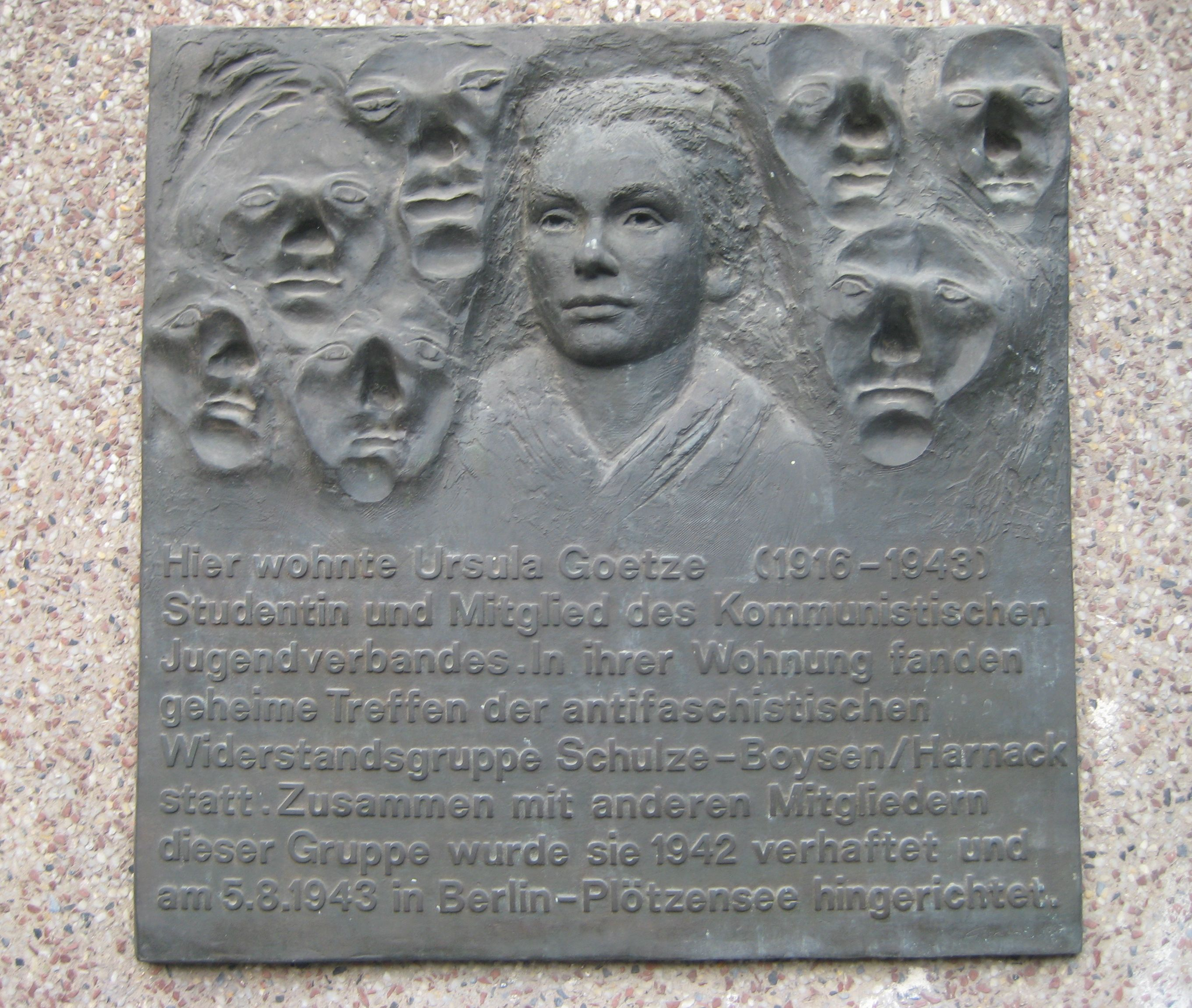
Gedenktafel am Haus Hornstraße 3, gestaltet von Christa Ludwig 1987

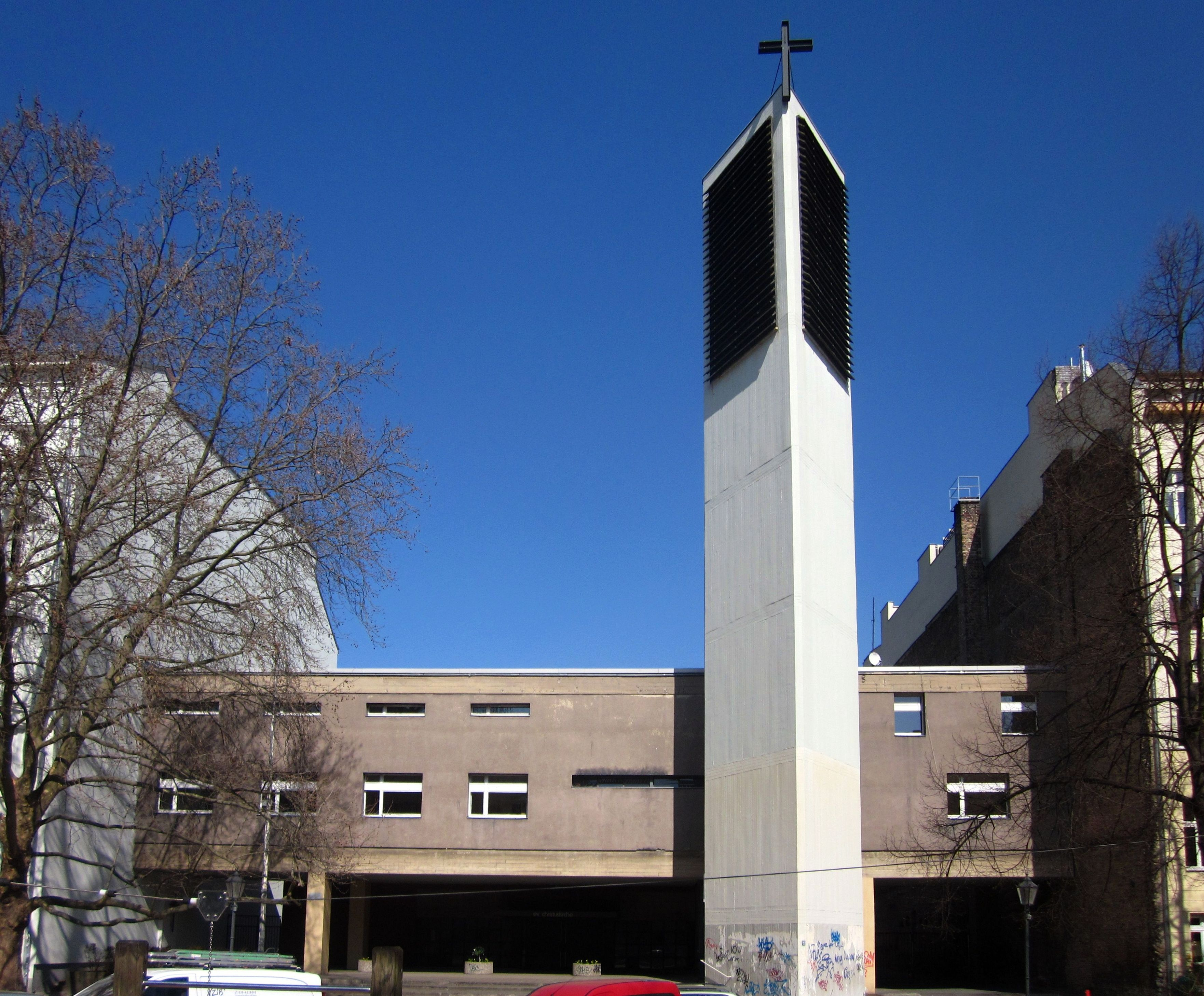
Christuskirche, 1963–1964 Ersatzbau für die hundert Jahre vorher erbaute, 1945 zerstörte Kirche an der Stresemannstraße.

Die auch für Berliner Verhältnisse ungewöhnlich große Breite der baumbestandenen Straße erinnert noch immer an die Planungsgeschichte. Die Wohnbebauung der Hornstraße entstand in den 1880er und 1890er Jahren. Für den Kraftverkehr ist die Hornstraße mittlerweile eine Sackgasse und nur von der Möckernstraße im Westen aus zugänglich. Am östlichen Ende mit der verkehrsreichen Yorckstraße grenzt der Biergarten des Yorckschlösschens teilweise an die Hornstraße.
In der Hornstraße 7/8 steht die evangelische Christuskirche aus dem Jahr 1964 (siehe Bild).
Am Haus Hornstraße 3 erinnert eine Gedenktafel an die Widerstandskämpferin Ursula Goetze.
Zehn Stolpersteine (Hornstraße 6, Hornstraße 11, Hornstraße 19, Hornstraße 23) erinnern an das Schicksal früherer Bewohner dieser Häuser:
- Benno Wolf, Höhlenforscher und Naturschützer, der 1943 im KZ Theresienstadt ermordet wurde
- Georg Kotte (* 1888), ermordet 1944 im KZ Buchenwald
- Willy Cahn (* 1880), deportiert 1944 nach Theresienstadt, ermordet in Auschwitz
- Max Kolsen (* 1881), Flucht in den Tod am 10. Januar 1942
- Adolf Ringer (* 1883), deportiert 1941, ermordet in Riga
- Emma Ringer, geb. Spitz (* 1888), deportiert 1941, ermordet in Riga
- Agnes Löwenthal, geb. Salinger (* 1866), deportiert 1942, Theresienstadt
- Jenny Stein, geb. Arnhelm (* 1888), deportiert 1943; 31. Osttransport
- Gertrud Arnhelm (* 1893), deportiert 1943, ermordet in Auschwitz
- Charlotte Arnhelm (* 1892), deportiert 1943, ermordet in Auschwitz.

Am 2. September 2011 wurde der erste Teil des Parks am Gleisdreieck eröffnet. Am Westende der Hornstraße, jenseits der Möckernstraße, führt einer der Haupteingänge mit einer breiten Treppe und einer barrierefreien Rampe in die Grünanlage.
Die Fraktion von Bündnis 90/Die Grünen brachte 2019 einen Antrag zur „Entmilitarisierung des öffentlichen Raums“ in die Bezirksverordnetenversammlung (BVV) Friedrichshain-Kreuzberg ein, um einen öffentlichen Diskurs und Beteiligungsprozess über eine mögliche Umbenennung der Hornstraße und den anderen im Bezirk nach Generälen und Schlachten benannten Straßen und Plätze zu initiieren.